# University of Wales, Lampeter

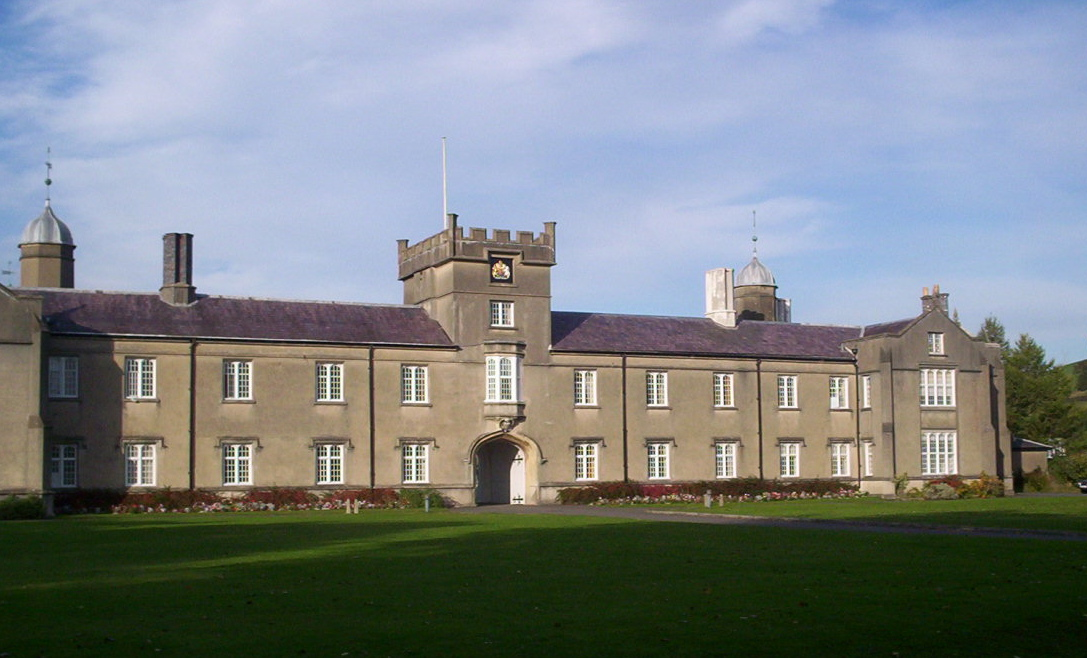
University of Wales, Lampeter – Saint David’s Building

Die University of Wales in Lampeter war die älteste Universität in Wales und eine der ältesten im Vereinigten Königreich. Sie wurde 1822 als St David’s College gegründet. 2010 ist sie in der University of Wales Trinity Saint David aufgegangen.
Die Universität besaß zwei Campus:
- Lampeter (walisisch: Llanbedr Pont Steffan) Campus 52° 6′ 50″ N, 4° 4′ 33,3″ W
- Carmarthen (walisisch Caerfyrddin) Campus  51° 51′ 23″ N, 4° 19′ 12,2″ W

## Geschichte

### 19. Jahrhundert
Das St David’s College wurde 1822 auf Initiative von Thomas Burgess gegründet. Er war Bischof von St Davids und wollte den Walisern eine höhere Bildung ermöglichen, ohne die weit entfernten und teuren Universitäten von Cambridge oder Oxford besuchen zu müssen.
Der Grundbesitzer John Scandred Harford aus Gloucestershire spendete 1820 das 12.000 m² große Castle Field bei Lampeter. Dort ließ Burgess das College bauen. Der Bau wurde auch fortgesetzt, als Burgess Lampeter verließ, um Bischof von Salisbury zu werden. Finanziert wurde das College durch Spenden der Bevölkerung. Das Gebäude war 1827 bezugsfertig, das College öffnete am Nationalfeiertag St. David’s Day für die ersten 25 Studenten. 1852 erwarb das College die Rechte für den Bachelor of Divinity (Theologie), 1865 für den Bachelor of Arts.

### 20. und 21. Jahrhundert
1971 trat das College der föderalen University of Wales bei und wurde zum St David’s University College (SDUC). Zu dieser Zeit wurden viele weitere Kurse angeboten, Theologie blieb jedoch der Schwerpunkt. 1996 wurde die Universität auf eigenen Wunsch in University of Wales, Lampeter umbenannt. Heute (2007) hat sich die Universität auf  Theologie, religiöse Studien, Philosophie, Archäologie, Anthropologie, Englisch und Englische Geschichte spezialisiert. Andere Themenbereiche wie die Freien Künste, Sozialwissenschaften, sowie Film- und Medienstudien, Wirtschaftsmanagement und Sinologie gewinnen jedoch zunehmend an Bedeutung.

## Ehemalige Studenten
- Walter Homolka (* 1964), deutscher Rabbiner und Rektor des Abraham-Geiger-Kollegs
- Sulak Sivaraksa (* 1933), thailändischer Soziologe